# Луна 25 А
Луна 25 (също Е-8 № 205) е апарат, планиран и впоследствие отменен от СССР по програмата Луна с цел изследване на Луната.
Апаратът се предвиждало да кацне на повърхността на Луната и да достави Луноход 3 – дистанционно управляем апарат, способен да се придвижва самостоятелно.
Основните цели на мисията са заснимане на лунната повърхност, различни видове изследвания и астрономически наблюдения.
Стартът е отлаган няколко пъти. Официално заради заетостта и активното ползване към този момент на ракетата-носител Протон 8К82К за извеждане на спътници на стационарна орбита. Пенсионирането на някои от водещите лица на програмата Луна, а и насочването на усилията в посока към пилотираните полети мисията е окончателно отменена.
Луноход 3 се намира в Музея на НПО Лавочкин.